# 馬公武德騎尉項得生古宅
馬公武德騎尉項得生古宅，簡稱項得生古宅，是一座位於台灣澎湖縣馬公市的宅第建築，於2016年4月14日登錄澎湖縣歷史建築。

## 沿革
中央里位於媽宮城（現馬公市）中心位置。在清朝時期曾隸屬媽宮社南甲，該聚落範圍包括頂街和下街。相傳歸因澎湖群島附近海魚資源豐富，漁民們經常來此捕魚和躲避惡劣天氣，後攜家帶眷遷往本地定居。並建立了聚落，在日治時期，該區域曾屬於「宮內町」的一部份，在光復前的大字名稱為「本町」，戰後則根據行政區劃，該地區被劃分為「中央里」。這個地區是媽宮開發最早的地方，也是早期馬公最繁榮熱鬧的中心。項姓於清、道光年間遷移澎湖居住，居媽宮社（南甲、街內）。其中祖宅則為今中央街一巷4號位置，因應祖厝繼承裔孫眾多，意見不一，戰後時期在中央街聚落重建工程時，項得生古宅並未參與整建而得以保存。
2014年，項氏後裔申請提報登錄歷史建築，澎湖縣政府於2016年4月14日公告為歷史建築，2016年4月15日，澎湖縣文化局接到中央里里長的通報，表示武德騎尉項得生古宅牆體崩落之消息。文化局前往勘查後發現，由於鋒面帶來的間歇性大雨，該建築物於4月14日下午至15日凌晨發生2樓左後側牆體崩落，以及後側2樓窗框附近崩解掉落的事故。為求謹慎及商討後續維護措施，文化局於4月15日下午召開緊急搶救會勘會議。決議考量公共安全，建議將建築物本體後牆3.5公尺以上的部分進行拆解，以降低高度暫時避免重大危險發生。
然而，該建築物為私有歷史建築，後在取得了所有權人的同意書，並委託澎匠營造工程有限公司進行「馬公武德騎尉項得生古宅」部分牆面的解體計畫。所有權人也配合提供10％的自籌款，解體計畫於4月28日開始執行，並在5月12日完成第一階段解體作業，第二階段解體則於5月27日完成記錄。
2020年，在進行調查研究暨修復計畫期間，擁有該建築產權之項氏後裔指出，日治時期戶籍謄本所記載的資料與祖譜不符，因此建議將武德騎尉的名諱更正為項得陞，並提議將其名稱更改為「馬公項武德騎尉故館」，以獲得家族的共識。考慮到資訊安全問題以及後續更正資料的相對應問題，研究者已徵詢文化部文資局的意見，遵循尊重研究內容名詞之更正的原則，並提出將更改後的名稱送至文資審議會進行審議。

## 建築設計

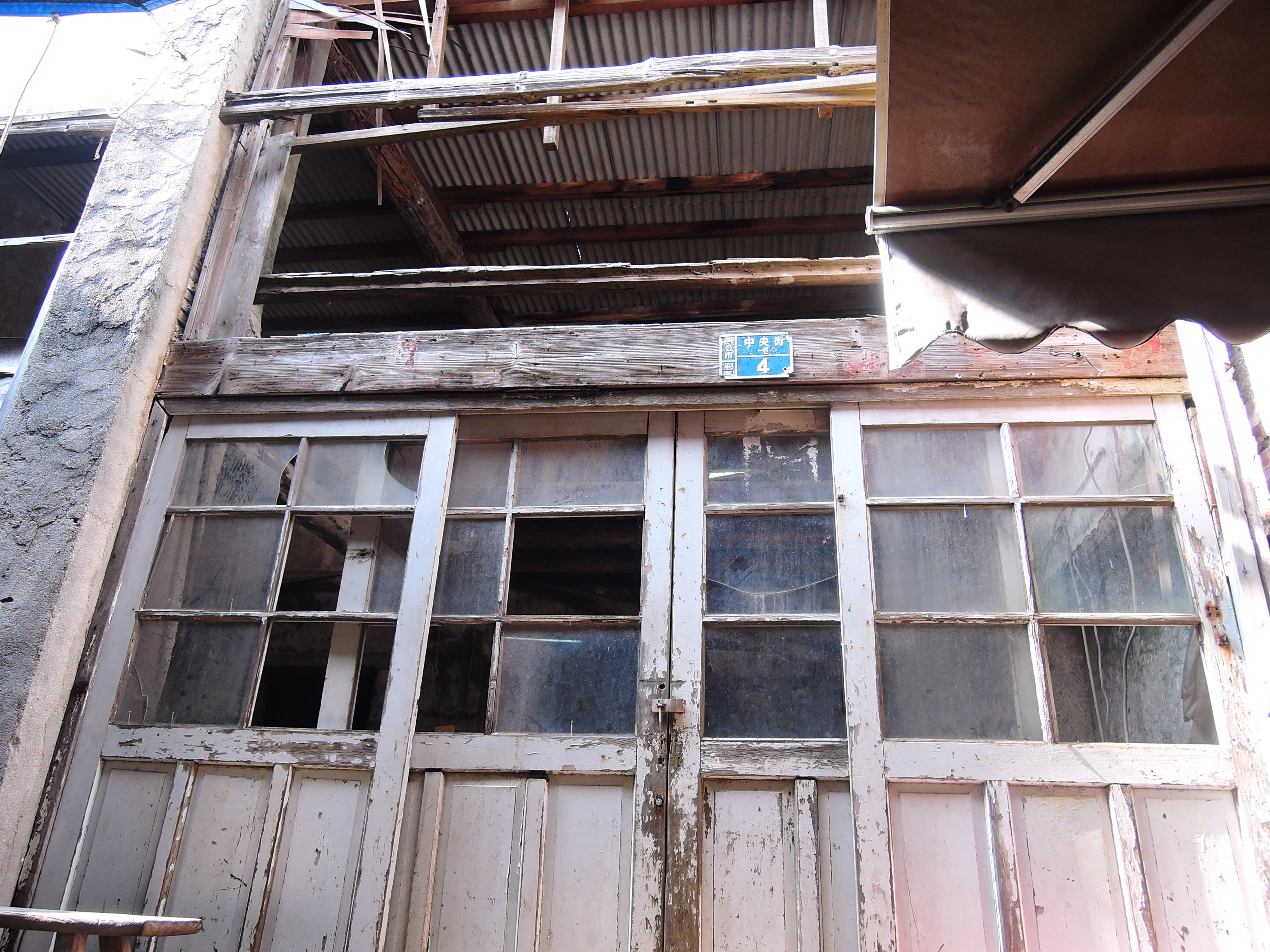
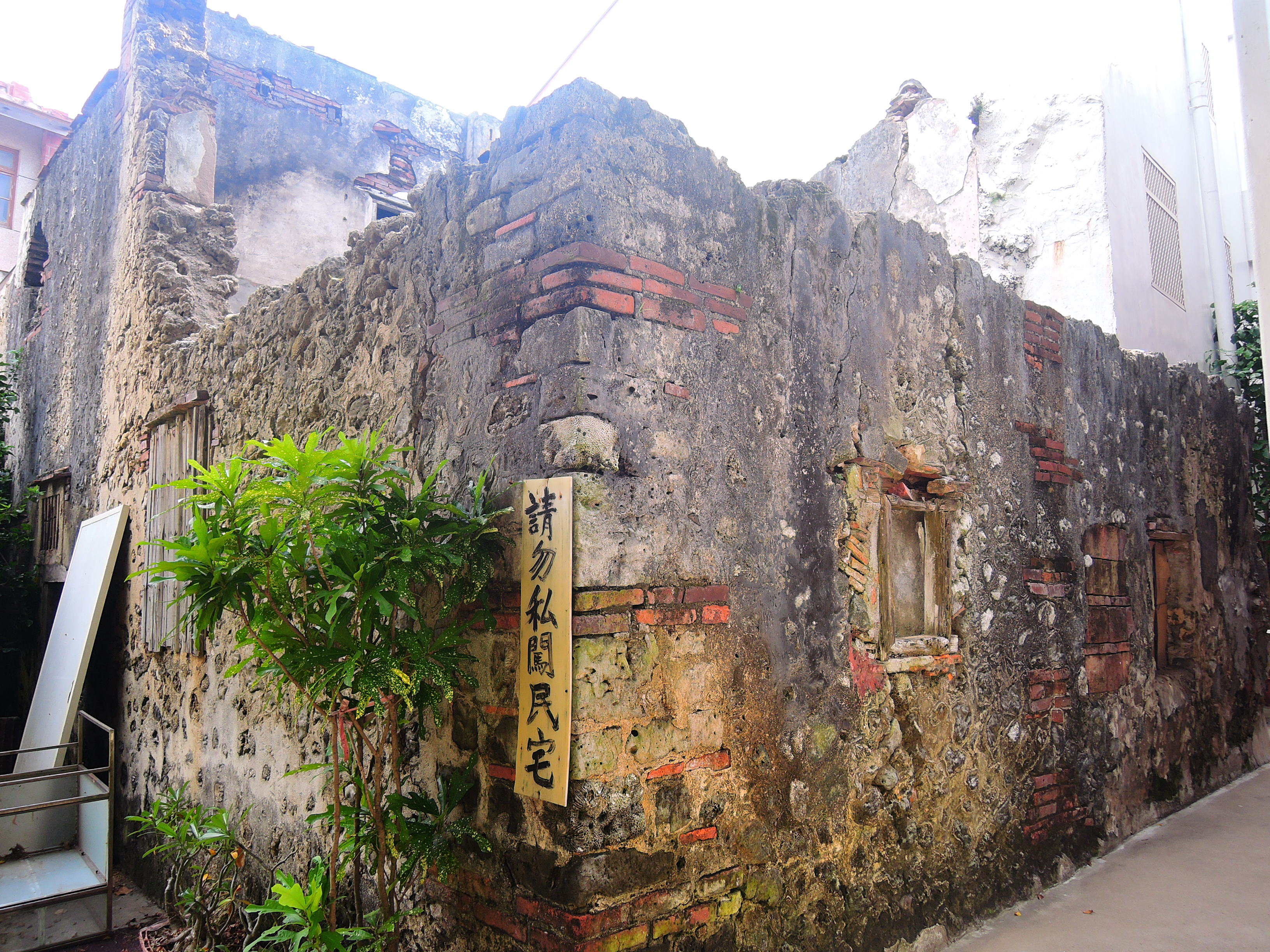
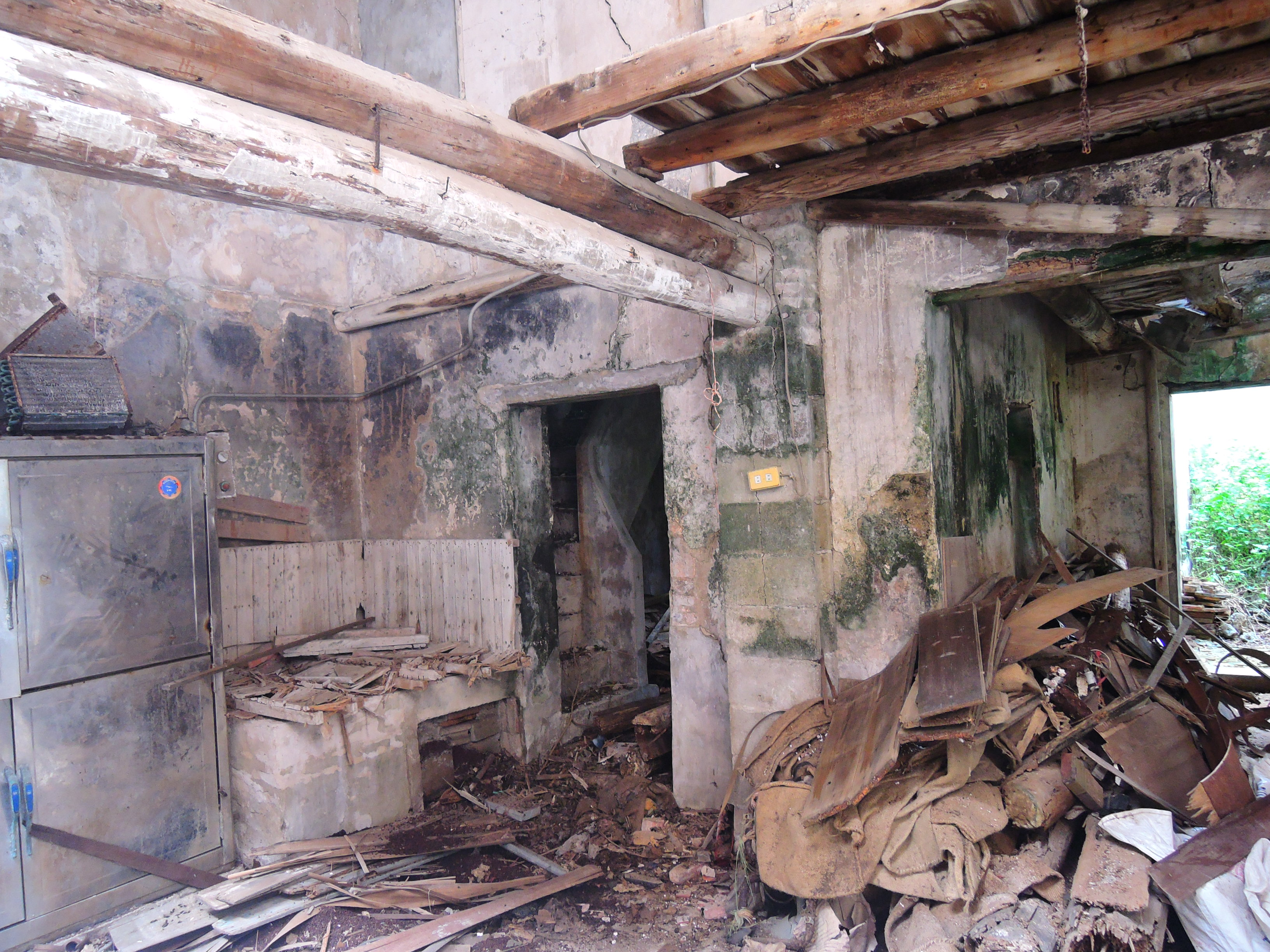
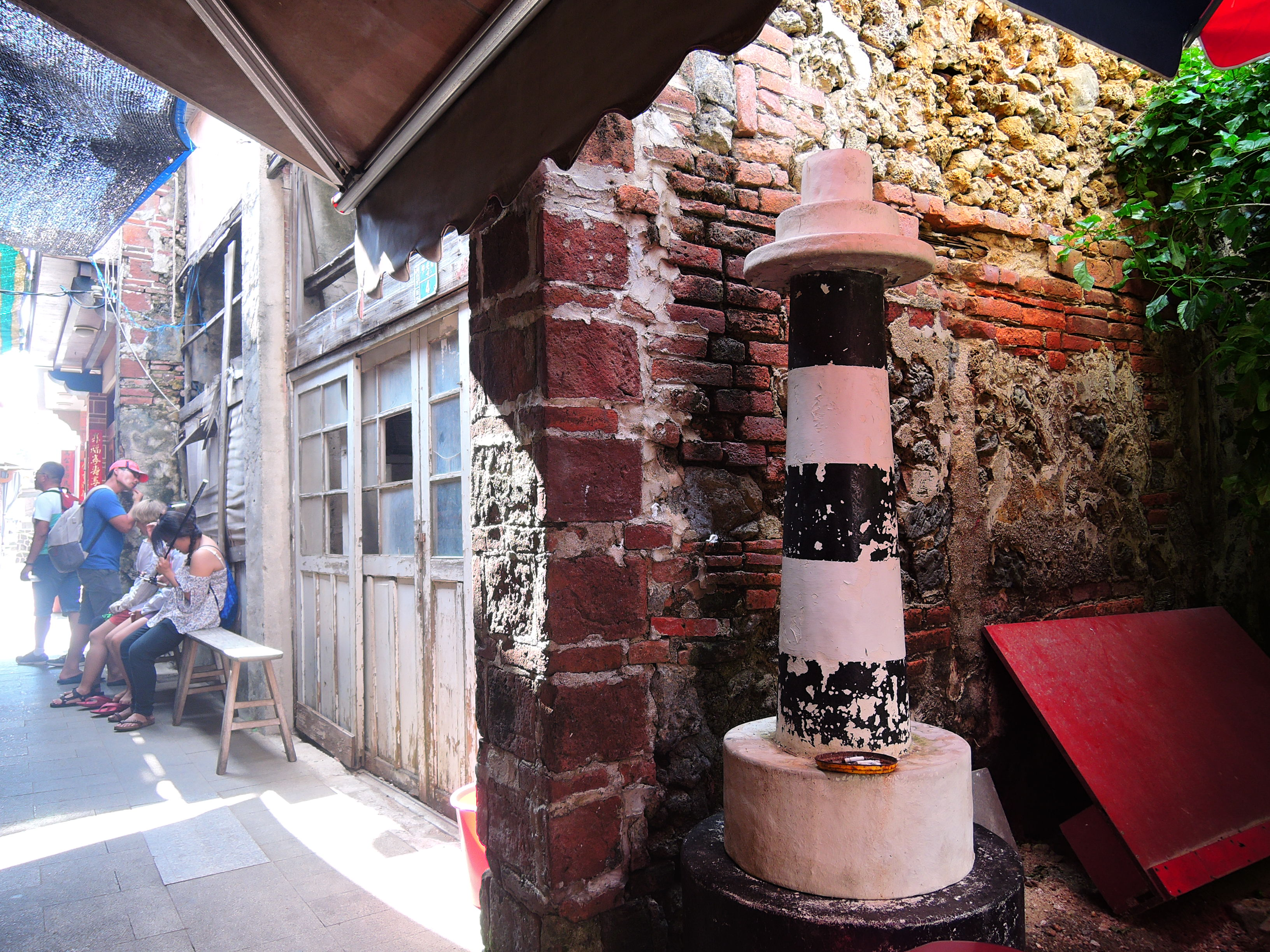

古宅建築的簷體構法採用獨特性的設計，其中轉角部分使用灘岩作為材料，並夾以紅磚來使其平整。在外牆則採用硓𥑮石、紅磚、石材等多種建材交錯使用，展現出磚石共砌技術的工法，由於整座建築採用硓𥑮石作為建材，紅磚用於角柱，因此被視為澎湖傳統建築的典型範例，此外樓閣建構也保留了昔日中央古里街內區域的結構特徵。
門樓外的前埕過去的附屬建築已拆除，僅能在左爿尾間仔的外牆見到鋼筋混凝土痕跡。2016年的調查中，由於二樓牆體已失去原本的保護頂蓋，長期受到自然氣候等外力影響導致結構劣化，出現了裂縫和後牆變形，無法進行任何有效的支撐或加固以保護其安全。因而將該結構進行拆除，其餘結構通過部分加固後暫無安全問題。

## 外部連結
- 項得生古宅 - 澎湖知識服務平台[]